# UFC 289
UFC 289: Nunes vs. Aldana — турнир по смешанным единоборствам, организованный Ultimate Fighting Championship, который был проведён 10 июня 2023 года на спортивной арене «Rogers Arena» в городе Ванкувер, провинция Британская Колумбия, Канада.
В главном бою вечера Аманда Нунис победила Ирене Альдану единогласным решением судей и защитила титул чемпионки UFC в женском легчайшем весе.

## Подготовка турнира
Турнир станет 32-м мероприятием организации в Канаде и 6-м непосредственно в Ванкувере. Последний раз здесь проводился турнир UFC Fight Night: Ковбой vs. Гейджи в сентябре 2019 года.

### Главные события турнира
Изначально в качестве заглавного события был запланирован ответный бой-реванш за титул чемпиона UFC в женском легчайшем весе, в котором должны были встретиться действующая двукратная чемпионка этой весовой бразильянка Аманда Нунис (также действующая чемпионка UFC в женском полулёгком весе) и бывшая чемпионка американка Джулианна Пенья (#1 в рейтинге). Впервые они встретились на турнире UFC 269 в декабре 2021 года и тогда неожиданно для всех Пенья победила удушающим приёмом во 2-м раунде, отобрав титул чемпионки у Нунис. В реванше на турнире UFC 277 в июле 2022 года Нунис вернула титул, победив единогласным решением судей. Этот поединок должен был статать третьим по счёту личным противостоянием спортсменок.
Однако, 2 мая стало известно, что Пенья получила перелом ребра и не сможет участвовать в турнире. В этот же день официально было объявлено, что новой соперницей для Нунис станет мексиканка Ирене Альдана (#5 в рейтинге), которая месяцем ранее должна была возглавить турнир UFC Fight NIght 224  на пару с Ракель Пеннингтон. В свою очередь, Пеннингтон была запланирована официальным запасным бойцом на этот поединок. 
| Заглавное событие - Женский легчайший вес - Бой за титул чемпиона | Заглавное событие - Женский легчайший вес - Бой за титул чемпиона | Заглавное событие - Женский легчайший вес - Бой за титул чемпиона |
| --- | --- | ----------------------------------------------------------------- |
| Аманда Нунис | | (#5) Ирене Альдана                                                |
| AMANDA LOURENÇO NUNES "The Lioness" (Львица) 35 лет (30.05.1988) Рост 173 см, размах рук 175 см Место рождения: Пожука (Баия), Бразилия Представляет: Корал-Спрингс (Флорида), США "American Top Team " Дебют в UFC - 03.08.2013    | IRENE ALDANA ROBLES 35 лет (26.03.1988) Рост 175 см, размах рук 174 см Место рождения: Кульякан (Синалоа), Мексика Представляет: Гвадалахара (Халиско), Мексика "Lobo Gym MMA" Дебют в UFC - 17.12.2016 |                                                                   |
| Последние бои: 30.07.2022, Джулианна Пенья (ч, лчв), UDEC 11.12.2021, Джулианна Пенья (#3, лчв), SUB2 06.03.2021, Меган Андерсон (плв), SUB1 06.06.2020, Фелиция Спенсер (плв), UDEC 14.12.2019, Жермейн де Рандами (#1, лчв), UDEC | Последние бои: TKO3, Мейси Чиассон (#10), 10.09.2022 TKO1, Яна Куницкая (#5), 10.07.2021 UDEC, Холли Холм (#2), 03.10.2020 KO1, Кетлин Виейра (#2), 15.12.2019 UDEC, Ванесса Мело (д), 21.09.2019       |                                                                   |

Вторым по значимости событием турнира станет бой в лёгком весе, в котором должны встретиться бывший чемпион этой весовой категории бразилец Шарлис Оливейра (#1 в рейтинге) и американец курдского происхождения Бенеил Дариюш (#4 в рейтинге). Изначально этот бой должен был состояться месяцем ранее на турнире UFC 288, однако встреча была перенесена из-за травмы у Оливейры.
| Соглавное событие - Лёгкий вес | Соглавное событие - Лёгкий вес | Соглавное событие - Лёгкий вес |
| --- | --- | ------------------------------ |
| Шарлис Оливейра (#1) | | (#4) Бенеил Дариюш             |
| CHARLES OLIVEIRA DA SILVA "Do Bronx" (Родом из Бронкса) 33 года (17.10.1989) Рост 178 см, размах рук 188 см Место рождения: Гуаружа (Сан-Паулу), Бразилия Представляет: Сан-Паулу, Бразилия "Chute Boxe Diego Lima" Дебют в UFC - 01.08.2010 | BENEIL KHOBIER DARIUSH "Benny" (Бенни) 34 года (06.05.1989) Рост 178 см, размах рук 183 см Место рождения: Урмия, Иран Представляет: Хантингтон-Бич (Калифорния), США "Kings MMA" Дебют в UFC - 15.01.2014 |                                |
| Последние бои: 22.10.2022, Ислам Махачев (#4), SUB2 07.05.2022, Джастин Гейджи (#1), SUB1 11.12.2021, Дастин Пуарье (#1), SUB3 15.05.2021, Майкл Чендлер (#4), TKO2 12.12.2020, Тони Фергюсон (#3), UDEC                                     | Последние бои: UDEC, Матеуш Гамрот (#9), 22.10.2022 UDEC, Тони Фергюсон (#5), 15.05.2021 SDEC, Карлус Диегу Феррейра (#9), 06.02.2021 KO1, Скотт Хольцман, 08.08.2020 KO2, Драккар Клозе, 07.03.2020       |                                |

### Анонсированные бои
| Бой | Весовая категория     | Участники боёв и их статистика перед боем (рекорд ММА / рекорд UFC / серия) | Участники боёв и их статистика перед боем (рекорд ММА / рекорд UFC / серия) | Участники боёв и их статистика перед боем (рекорд ММА / рекорд UFC / серия) | Участники боёв и их статистика перед боем (рекорд ММА / рекорд UFC / серия) | Участники боёв и их статистика перед боем (рекорд ММА / рекорд UFC / серия) | Участники боёв и их статистика перед боем (рекорд ММА / рекорд UFC / серия) | Участники боёв и их статистика перед боем (рекорд ММА / рекорд UFC / серия) | Участники боёв и их статистика перед боем (рекорд ММА / рекорд UFC / серия) | Участники боёв и их статистика перед боем (рекорд ММА / рекорд UFC / серия) | Участники боёв и их статистика перед боем (рекорд ММА / рекорд UFC / серия) | Участники боёв и их статистика перед боем (рекорд ММА / рекорд UFC / серия) | Участники боёв и их статистика перед боем (рекорд ММА / рекорд UFC / серия) |
|     |                       | Главный кард (Main Card, PPV)                                               |                                                                             |                                                                             |                                                                             |                                                                             |                                                                             |                                                                             |                                                                             |                                                                             |                                                                             |                                                                             |                                                                             |
| 1   | Жен. легчайший вес    | Аманда Нунис (Amanda Nunes)                                                 | Ч, SF                                                                       | 22-5                                                                        | 15-2                                                                        | +1                                                                          | vs.                                                                         | Ирене Альдана (Irene Aldana)▲                                               | #5 (2)                                                                      | 14-6                                                                        | 7-4                                                                         | +2                                                                          | [ 7 ]                                                                       |
| 2   | Лёгкий вес            | Шарлис Оливейра (Charles Oliveira)                                          | #1, exЧ                                                                     | 33-9 (1)                                                                    | 21-9 (1)                                                                    | -1                                                                          | vs.                                                                         | Бенеил Дариюш (Beneil Dariush)                                              | #4 (3)                                                                      | 22-4-1                                                                      | 16-4-1                                                                      | +8                                                                          | [ 8 ]                                                                       |
| 3   | Полусредний вес       | Майк Малотт (Mike Malott)                                                   | CS                                                                          | 9-1-1                                                                       | 2-0                                                                         | +5                                                                          | vs.                                                                         | Адам Фьюгитт (Adam Fugitt)                                                  |                                                                             | 9-3                                                                         | 1-1                                                                         | +1                                                                          | [ 9 ]                                                                       |
| 4   | Полулёгкий вес        | Дэн Иге (Dan Ige)                                                           | #13 (8), CS                                                                 | 16-6                                                                        | 8-5                                                                         | +1                                                                          | vs.                                                                         | Нейт Ландвер (Nate Landwehr)                                                |                                                                             | 17-4                                                                        | 4-2                                                                         | +3                                                                          | [ 10 ]                                                                      |
| 5   | Средний вес           | Марк-Андре Баррьо (Marc-Andre Barriault)                                    |                                                                             | 15-6 (1)                                                                    | 4-5 (1)                                                                     | +1                                                                          | vs.                                                                         | Эрик Андерс (Eryk Anders)                                                   |                                                                             | 15-7 (1)                                                                    | 7-7 (1)                                                                     | +1                                                                          | [ 11 ]                                                                      |
|     |                       | Предварительный кард (Prelims, ESPN/ESPN+)                                  |                                                                             |                                                                             |                                                                             |                                                                             |                                                                             |                                                                             |                                                                             |                                                                             |                                                                             |                                                                             |                                                                             |
| 6   | Средний вес           | Нассурдин Имавов (Nassourdine Imavov)                                       | #12 (11)                                                                    | 12-4                                                                        | 4-2                                                                         | -1                                                                          | vs.                                                                         | Крис Кёртис (Chris Curtis)                                                  | #14, CS                                                                     | 30-10                                                                       | 4-2                                                                         | -1                                                                          | [ 12 ]                                                                      |
| 7   | Жен. наилегчайший вес | Миранда Маверик (Miranda Maverick)                                          | #15 (13)                                                                    | 11-4                                                                        | 4-2                                                                         | +2                                                                          | vs.                                                                         | Жасмин Ясудавичюс (Jasmine Jasudavicius)                                    | CS                                                                          | 8-2                                                                         | 2-1                                                                         | +1                                                                          | [ 13 ]                                                                      |
| 8   | Легчайший вес         | Айманн Захаби (Aiemann Zahabi)                                              |                                                                             | 9-2                                                                         | 3-2                                                                         | +2                                                                          | vs.                                                                         | Аожи Цилэн (Aoriqileng)                                                     |                                                                             | 24-9                                                                        | 2-2                                                                         | +2                                                                          | [ 14 ]                                                                      |
| 9   | Полулёгкий вес        | Кайл Нельсон (Kyle Nelson)                                                  |                                                                             | 13-5-1                                                                      | 1-4-1                                                                       | -2                                                                          | vs.                                                                         | Блейк Билдер (Blake Bilder)                                                 | CS                                                                          | 8-0-1                                                                       | 1-0                                                                         | +8                                                                          | [ 15 ]                                                                      |
|     |                       | Ранний предварительный кард (Early Prelims, ESPN/ESPN+)                     |                                                                             |                                                                             |                                                                             |                                                                             |                                                                             |                                                                             |                                                                             |                                                                             |                                                                             |                                                                             |                                                                             |
| 10  | Наилегчайший вес      | Давид Дворжак (David Dvořák)                                                | #10 (8)                                                                     | 20-5                                                                        | 3-2                                                                         | -2                                                                          | vs.                                                                         | Стив Эрцег (Steve Erceg)▲                                                   | д                                                                           | 9-1                                                                         | -                                                                           | +8                                                                          | [ 16 ]                                                                      |
| 11  | Жен. минимальный вес  | Диана Бельбицэ (Diana Belbiţă)                                              |                                                                             | 14-7                                                                        | 1-3                                                                         | -1                                                                          | vs.                                                                         | Мария Оливейра (Maria Oliveira)                                             | CS                                                                          | 13-6                                                                        | 1-2                                                                         | -1                                                                          | [ 17 ]                                                                      |
|     |                       | Отменённые бои                                                              |                                                                             |                                                                             |                                                                             |                                                                             |                                                                             |                                                                             |                                                                             |                                                                             |                                                                             |                                                                             |                                                                             |
|     | Жен. легчайший вес    | Аманда Нунис (Amanda Nunes)                                                 | Ч, SF                                                                       | 22-5                                                                        | 15-2                                                                        | +1                                                                          | vs.                                                                         | Джулианна Пенья (Julianna Peña)▼                                            | #1, exЧ, TUF                                                                | 11-5                                                                        | 7-3                                                                         | -1                                                                          | [ 18 ]                                                                      |
|     | Полусредний вес       | Стивен Томпсон (Stephen Thompson)                                           | #7 (1)                                                                      | 17-6-1                                                                      | 12-6-1                                                                      | +1                                                                          | vs.                                                                         | Мишел Перейра (Michel Pereira)                                              | #14                                                                         | 28-11 (2)                                                                   | 6-2                                                                         | +5                                                                          | [ 19 ]                                                                      |
|     | Полулёгкий вес        | Хаким Даводу (Hakeem Dawodu)▼                                               | exT(15)                                                                     | 13-3-1                                                                      | 6-3                                                                         | -1                                                                          | vs.                                                                         | Лукас Алмейда (Lucas Almeida)                                               | CS                                                                          | 14-1                                                                        | 1-0                                                                         | +2                                                                          | [ 20 ]                                                                      |
|     | Полутяжёлый вес       | Халил Раунтри (Khalil Rountree Jr.)                                         | #14 (13), TUF(F)                                                            | 11-5 (1)                                                                    | 7-5 (1)                                                                     | +3                                                                          | vs.                                                                         | Крис Докас (Chris Daukaus)▼                                                 | #13* (7)                                                                    | 12-6                                                                        | 4-3                                                                         | -3                                                                          | [ 21 ]                                                                      |
|     | Наилегчайший вес      | Мэтт Шнелл (Matt Schnell)▼                                                  | #8 (7), TUF                                                                 | 16-8                                                                        | 6-6                                                                         | -1                                                                          | vs.                                                                         | Давид Дворжак (David Dvořák)                                                | #10 (8)                                                                     | 20-5                                                                        | 3-2                                                                         | -2                                                                          | [ 22 ]                                                                      |

## Церемония взвешивания
Результаты официальной церемонии взвешивания бойцов перед турниром.
| Весовая категория и допустимый лимит в фунтах | Весовая категория и допустимый лимит в фунтах | Участники боёв и их вес в фунтах | Участники боёв и их вес в фунтах | Участники боёв и их вес в фунтах | Участники боёв и их вес в фунтах |
| --------------------------------------------- | --------------------------------------------- | -------------------------------- | -------------------------------- | -------------------------------- | -------------------------------- |
| Легчайший вес (женщины)                       | 135                                           | Аманда Нунис                     | 135                              | Ирене Альдана                    | 135                              |
| Лёгкий вес                                    | 155 (+1)                                      | Шарлис Оливейра                  | 154                              | Бенеил Дариюш                    | 156                              |
| Полусредний вес                               | 170 (+1)                                      | Майк Малотт                      | 169.5                            | Адам Фьюгитт                     | 170.75                           |
| Полулёгкий вес                                | 145 (+1)                                      | Дэн Иге                          | 145.5                            | Нейт Ландвер                     | 144.25                           |
| Средний вес                                   | 185 (+1)                                      | Марк-Андре Баррьо                | 185                              | Эрик Андерс                      | 184.75                           |
| Средний вес                                   | 185 (+1)                                      | Нассурдин Имавов                 | 185.5                            | Крис Кёртис                      | 185.25                           |
| Наилегчайший вес (женщины)                    | 125 (+1)                                      | Миранда Маверик                  | 125.5                            | Жасмин Ясудавичюс                | 125.25                           |
| Легчайший вес                                 | 135 (+1)                                      | Айманн Захаби                    | 135.75                           | Аожи Цилэн                       | 135                              |
| Полулёгкий вес                                | 145 (+1)                                      | Кайл Нельсон                     | 145                              | Блейк Билдер                     | 145.5                            |
| Наилегчайший вес                              | 125 (+1)                                      | Давид Дворжак                    | 125.5                            | Стив Эрцег                       | 125.5                            |
| Минимальный вес (женщины)                     | 115 (+1)                                      | Диана Бельбицэ                   | 114.5                            | Мария Оливейра                   | 115.5                            |

Все бойцы показали вес в лимитах своих категорий.

## Результаты турнира
| Бой    | Весовая категория     | Результат боя               | Результат боя     | Результат боя | Результат боя | Результат боя | Результат боя   | Результат боя | Способ победы                                 | Раунд | Время | Рефери в ринге  | Примечания         |
|        |                       | Главный кард                |                   |               |               |               |                 |               |                                               |       |       |                 |                    |
| Бой 11 | Жен. легчайший вес    |                             | Аманда Нунис      | Ч             | поб.          |               | Ирене Альдана   | #5            | Единогласное решение (50–44, 50–44, 50–43)    | 5     | 5:00  | Дэн Мираглиотта |                    |
| Бой 10 | Лёгкий вес            |                             | Шарлис Оливейра   | #1            | поб.          |               | Бенеил Дариюш   | #4            | Технический нокаут (граунд-энд-паунд)         | 1     | 4:10  | Джейсон Херцог  | Выступление вечера |
| Бой 9  | Полусредний вес       |                             | Майк Малотт       |               | поб.          |               | Адам Фьюгитт    |               | Сдача, удушающий приём (гильотина)            | 2     | 1:06  | Дэн Мираглиотта | Выступление вечера |
| Бой 8  | Полулёгкий вес        |                             | Дэн Иге           | #13           | поб.          |               | Нейт Ландвер    |               | Единогласное решение (29–28, 29–28, 30–27)    | 3     | 5:00  | Джейсон Херцог  |                    |
| Бой 7  | Средний вес           |                             | Марк-Андре Баррьо |               | поб.          |               | Эрик Андерс     |               | Единогласное решение (30–27, 30–27, 30–27)    | 3     | 5:00  | Джерин Валел    | Лучший бой вечера  |
|        |                       | Предварительный кард        |                   |               |               |               |                 |               |                                               |       |       |                 |                    |
| Бой 6  | Средний вес           |                             | Нассурдин Имавов  | #12           | vs.           |               | Крис Кёртис     | #14           | Бой признан не состоявшимся *                 | 2     | 3:04  | Джейсон Херцог  |                    |
| Бой 5  | Жен. наилегчайший вес |                             | Жасмин Ясудавичюс |               | поб.          |               | Миранда Маверик | #15           | Единогласное решение (29–28, 29–28, 29–28)    | 3     | 5:00  | Джерин Валел    |                    |
| Бой 4  | Легчайший вес         |                             | Айманн Захаби     |               | поб.          |               | Аожи Цилэн      |               | Нокаут (нокдаун после хука слева и добивание) | 1     | 1:04  | Митч Кэдлик     |                    |
| Бой 3  | Полулёгкий вес        |                             | Кайл Нельсон      |               | поб.          |               | Блейк Билдер    |               | Единогласное решение (30–27, 30–27, 29–28)    | 3     | 5:00  | Сол Рэм         |                    |
|        |                       | Ранний предварительный кард |                   |               |               |               |                 |               |                                               |       |       |                 |                    |
| Бой 2  | Наилегчайший вес      |                             | Стив Эрцег        | д             | поб.          |               | Давид Дворжак   | #10           | Единогласное решение (29–28, 29–28, 30–27)    | 3     | 5:00  | Митч Кэдлик     | Выступление вечера |
| Бой 1  | Жен. минимальный вес  |                             | Диана Бельбицэ    |               | поб.          |               | Мария Оливейра  |               | Единогласное решение (30–27, 30–27, 29–28)    | 3     | 5:00  | Фил Колдик      |                    |

[*] В результате непреднамеренного столкновения головами Кёртис получил рассечение века. Рефери после консультаций с врачом принял решение завершить выступление, не смотря на желание Кёртиса продолжить бой.
Официальные судейские карточки турнира.

## Награды
Следующие бойцы были удостоены денежного бонуса в $50,000:
- Лучший бой вечера: Марк-Андре Баррьо - Эрик Андерс

- Выступление вечера: Шарлис Оливейра, Майк Малотт и Стив Эрцег

## Последствия турнира
Во время интервью в октагоне после окончания боя Аманда Нунис объявила о завершении карьеры.

## Условные обозначения
Условные обозначения: #5 (1) — текущее (лучшее) место бойца в рейтинге, exЧ(В) — бывший чемпион (временный), exП(В) — бывший претендент на титул чемпиона (временного), exТ(3) — боец входил в рейтинг Топ-15 (лучшее место в рейтинге), д — дебютант, CS — боец участвовал в Претендентской серии Дэйны Уайта, TUF — боец участвовал в The Ultimate Fighter, TUFW(F) — боец являлся победителем (финалистом) The Ultimate Fighter, WEC/SF — боец выступал в WEC или Strikeforce до объединения этих организаций с UFC.